# Erik Lindh
För andra betydelser, se Erik Lindh (olika betydelser).
Erik Gunnar Lindh, född 24 maj 1964 i Kungälv, är en svensk vänsterhänt bordtennisspelare och bordtennistränare. Han har spelat i Falkenbergs BTK, Mölndals BTK, Malmö FF samt TuS Vahr-Bremen, TTC Grünweiß Bad Hamm, TTC Jülich, VfB Lübeck och TTC Frickenhaus. I Olympiska sommarspelen 1988 tog ”Ekan” brons i herrarnas singel.
Han var med i det landslag som tog VM-guld 1989 (och som för det tilldelades Svenska Dagbladets guldmedalj samma år). Laget bestod av Lindh, Mikael Appelgren, Peter Karlsson, Jörgen Persson och Jan-Ove Waldner. Samma lag vann också de två följande lag-VM; 1991 och 1993. Totalt tog Erik Lindh nio VM-medaljer (3-4-2) och elva EM-medaljer (7-3-1).
Han spelade senare i Kungälv 2005–2006 i division 3 väst. Under åren 2006–2011 var han förbundskapten för herrlandslaget.